# Stone Flower (альбом)
Stone Flower — студийный альбом бразильского музыканта Антониу Карлоса Жобина, выпущенный в 1970 году на лейбле CTI Records. Записан был при участии продюсера Крида Тейлора и аранжировщика Эумира Деодату.

## Об альбоме
Продюсер Крид Тейлор сотрудничал с Жобином с 1963 года, а также продюсировал его первый сольный альбом The Composer of Desafinado, Plays на Verve и чрезвычайно успешный Wave, выпущенный CTI Records, в то время дочерней компанией A&M Records, её джазовым подразделением. В марте 1970 года, когда продюсер превратил CTI в совершенно независимый лейбл, они с Жобином оставались должны A&M ещё один альбом. Поэтому они решили записать два альбома одновременно: Tide для A&M и Stone Flower для CTI. По свидетельству аранжировщика обоих альбомов, Эумира Деодату, Крид настоял на сохранении этого факта в тайне и на протяжении многих лет считалось, что альбомы были записаны в разное время как отдельные проекты. Фактически, записи были сделаны одновременно, в течение четырёх сессий 16 марта, 23, 24 и 29 апреля в Van Gelder Studio в Энглвуд-Клифс, Нью-Джерси. 8, 20 и 22 мая Деодату добавил наложение оркестра — струнных и духовых. После этого Крид Тейлор отобрал и распределил созданные композиции по двум альбомам.
С аранжировщиком и дирижером альбома Эумиром Деодату Антониу Карлуса Жобина также связывали плодотворное сотрудничество в прошлом. Вместе они работали в 1969 году во время записи трех жобиновских композиций для альбома Sinatra & Company, а также над музыкой для кинофильма «Искатели приключений» (1970). Саундтреки из этого фильма легли в основу трёх песен альбома Stone Flower: «Children’s Games», «Amparo» и «God and the Devil in The Land of the Sun».
«Brazil» — единственная из девяти песен альбома, написанная другим автором, Ари Баррозу. Эта самба создана в 1939 году для Кармен Миранды под названием «Aquarela do Brasil» и на время записи альбома была хитом, воссозданным не одним десятком выдающихся исполнителей. Песня «Sabia» на стихи Шику Буарки написана Жобимом в 1968 году и исполнена впервые дуэтом Cynara e Cybele. Ещё четыре песни, «Tereza My Love», «Choro», «Stone Flower» и «Andorinha», новые.

## Отзывы критиков
| Оценки критиков                            | Оценки критиков |
| Источник                                   | Оценка          |
| ------------------------------------------ | --------------- |
| AllMusic                                   | [ 4 ]           |
| Encyclopedia of Popular Music              | [ 5 ]           |
| MusicHound Jazz: The Essential Album Guide | [ 6 ]           |
| The New Rolling Stone Album Guide          | [ 7 ]           |
| The Rolling Stone Jazz & Blues Album Guide | [ 8 ]           |

Том Юрек в своём обзоре для AllMusic заявил, что альбом «просто потрясающий, мягкий, ночной выстрел Жобина на пике его карьеры». Рецензент журнала Billboard написал: «Плавная игра на фортепиано и вокал Жобина создают прекрасный альбом, в котором также есть отличная помощь сайдменов. Ритм красочный и мягко волнующий на протяжении всего альбома. Включенные, помимо заглавной мелодии, вступительная песня „Term My Love“ и заключительная „Sable“ очень сильны». В журнале Record World написал: «Праведное угощение — набор новых композиций Антониу Карлоса Жобина, самого сладкого зефира, который когда-либо привозили из Бразилии. Мелодии — вариации на его тему, и, о, какие они милые и расслабляющие».

## Список композиций
Вся музыка, написана Антониу Карлосом Жобином, за исключением трека «Brazil» Ари Баррозу; автор слов песни «Sabiá» — Шику Буарки.
1. «Tereza My Love» — 4:24
2. «Children’s Games» — 3:30
3. «Choro» — 2:10
4. «Brazil» — 7:25
5. «Stone Flower» — 3:21
6. «Amparo» — 3:41
7. «Andorinha» — 3:32
8. «God and the Devil in the Land of the Sun» — 2:23
9. «Sabiá» — 3:58

Бонус-трек переиздания 1990 года
1. «Brazil» (Alternate Take) — 5:25

## Участники записи
- Акустический бас — Рон Картер
- Аранжировка — Эумир Деодато
- Барабаны — Жуан Пальма
- Вокал, гитара, фортепиано, электропианино — Антонио Карлос Жобим
- Гитара — Эумир Деодату
- Звукорежиссёр — Руди Ван Гелдер
- Ударные — Айрто Морейра, Эверальдо Феррейра
- Продюсер — Крид Тейлор
- Тромбон — Урби Грин

## Чарты
| Чарт (1971)                            | Высшая позиция |
| -------------------------------------- | -------------- |
| США (Billboard Top LP’s)               | 196            |
| США (Billboard Best Selling Jazz LP’s) | 18             |
| США (Record World Top LP’s)            | 138            |